# 건양대학교 병설 건양중학교
건양대학교 병설 건양중학교(建陽大學校 倂設 建陽中學校)는 대한민국 충청남도 논산시 양촌면 남산리에 있는 사립 중학교이다.

## 학교 연혁
- 1979년 8월 26일 : 학교법인 인수학원 김희수 이사장 취임
- 1980년 5월 16일 : 건양학원으로 법인명 변경(개교기념일)
- 1980년 9월 1일 : 양촌중학교로 교명 변경
- 1982년 9월 6일 : 초대 구본정 교장 취임
- 1982년 10월 23일 : 본관(고등학교 교사) 신축 준공
- 1984년 10월 17일 : 별관(중학교 교사) 준공
- 1994년 3월 1일 : 건양중학교로 교명 변경
- 2008년 11월 29일 : 다목적체육관(명곡홀) 준공 및 인조 잔디 운동장 준공
- 2009년 8월 1일 : 교과 교실제 운영학교로 선정
- 2011년 3월 1일 : 논산 3대 정신 발양 시범학교 운영
- 2013년 3월 1일 : 건양대학교 병설 건양중학교로 교명 변경
- 2019년 2월 27일 : 충남 메이커(상상이룸) 교육 학교 운영
- 2023년 3월 1일 : 제10대 김관중 교장 취임
- 2024년 2월 7일 : 제51회 졸업식(졸업자수 6,219명)
- 2024년 3월 4일 : 입학식(28명 입학)

## 참고 자료
- 건양대학교 병설 건양중학교 - 한국교육학술정보원 학교알리미